# Борош Олександр Олександрович
Олександр Олександрович Борош (нар. 2 листопада 1947, село Четфалва, тепер Берегівського району Закарпатської області) — український радянський діяч, бригадир радгоспу-заводу «Мужіївський» Берегівського району Закарпатської області. Депутат Верховної Ради УРСР 11-го скликання.

## Біографія
Освіта середня спеціальна.
З 1965 року — робітник Вилоцької взуттєвої фабрики Закарпатської області. Служив у Радянській армії.
З 1969 року — робітник, з 1973 року — бригадир радгоспу-заводу «Мужіївський» Берегівського району Закарпатської області.
Потім — на пенсії в селі Четфалва Берегівського району Закарпатської області. Працював у виконкомі сільської ради села Четфалва.

## Нагороди
- ордени
- медалі